# 蒙特基奥
蒙特基奥（義大利語：Montecchio），是意大利翁布里亚大区特尔尼省的一个市镇。总面积48.99平方公里，人口1792人，人口密度36.6人/平方公里（2009年）。ISTAT代码为055018。